# Марикопа (народ)

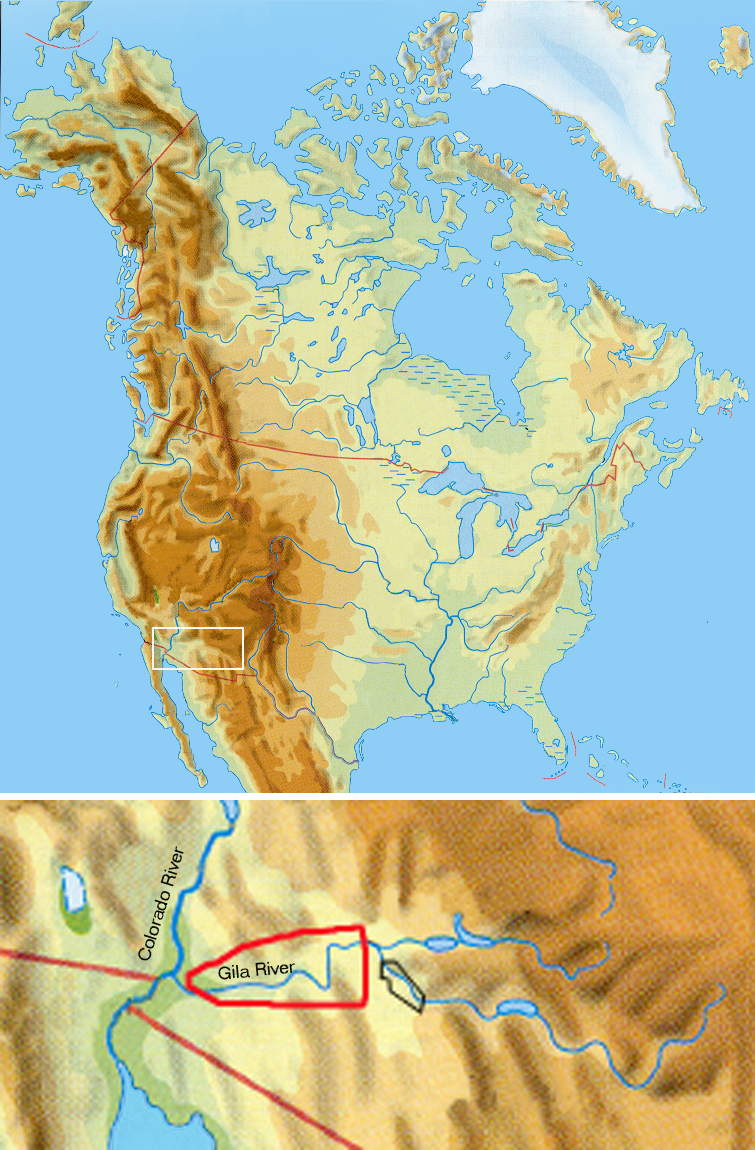
Область расселения племени марикопа

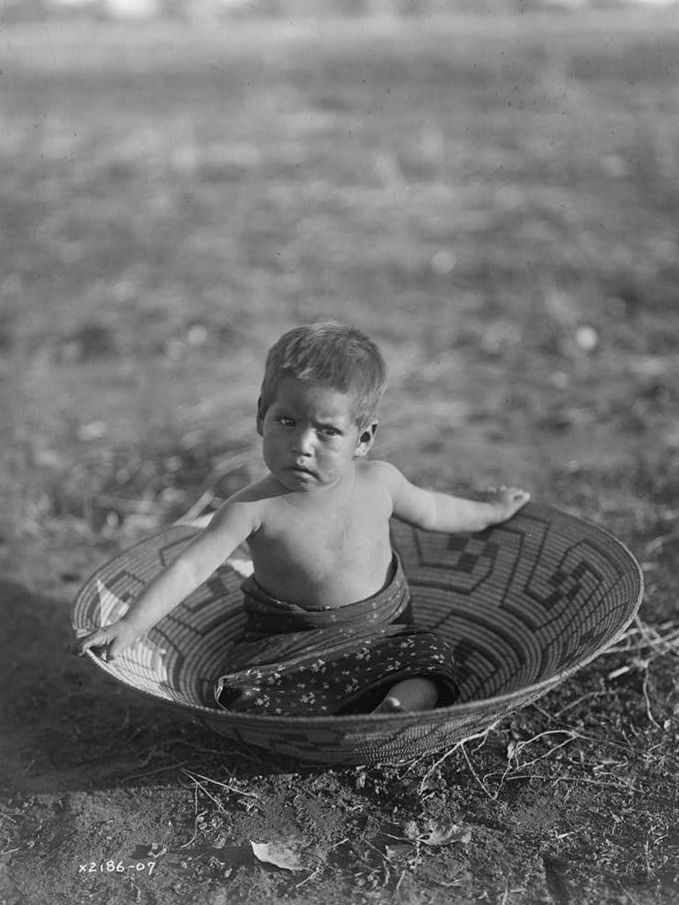
Ребёнок из племени марикопа

Марикопа, или пиипааш, — индейское племя, проживающее в Индейской общине Пима-Марикопа Солёной Реки и в Индейской общине реки Хила на территории штата Аризона вместе с племенем пима, с которым марикопа поддерживают давние дружественные отношения. Прежде племя состояло из разрозненных групп, проживавших отдельно друг от друга на берегах реки Колорадо и объединившихся лишь в XIX веке. Традиционно говорили на языке марикопа семьи юман-кочими, почти забытом к настоящему времени.